# Pinkerton
Pinkerton és el segon àlbum de la banda estatunidenca de rock alternatiu Weezer. Aquest treball es va publicar el 24 de setembre de 1996 i va ser produït pel mateix grup.

## Informació
Després de l'èxit obtingut amb l'àlbum de debut, Rivers Cuomo va començar a treballar en el segon treball encara que amb un concepte molt diferent de l'anterior. La idea original era crear un treball conceptual anomenat Songs from the Black Hole, que era una interpretació lliure d'una òpera. La banda va començar a treballar-hi posteriorment amb sessions intermitents de gravació que van durar tot un any entre els estius de 1995 i 1996. La idea original no va acabar de quallar i finalment, el projecte Songs from the Black Hole fou abandonat, però la banda va incorporar diverses cançons a l'àlbum Pinkerton juntament amb altres cançons que ja havien compost anteriorment.
Per a la gravació de l'àlbum, la banda va decidir prescindir d'un productor extern, ja que volien que l'àlbum tingués el so que ells volien realment i no patir cap tipus d'interferència de la discogràfica. Després de gravar diverses cançons als Electric Lady Studios de Nova York, Cuomo va traslladar-se a Cambridge per estudiar teoria de la música a la prestigiosa Universitat Harvard. La majoria del material el va escriure Cuomo mentre estudiava però, cal tenir en compte, que es trobava en fase de recuperació d'una operació quirúrgica a la cama esquerra d'una malaltia que patia des de naixement. La dolorosa recuperació va causar un fort impacte en les lletres de totes les cançons que va compondre. Mentre Cuomo estudiava a Harvard, la resta de components van aprofitar aquesta època per treballar en projectes paral·lels propis: Matt Sharp amb l'àlbum de debut de The Rentals, Patrick Wilson amb The Special Goodness i Brian Bell amb Space Twins. Aprofitant les vacances d'hivern de Cuomo a la universitat, la banda es va tornar a reagrupar per gravar més cançons als estudis Van Nuys de Califòrnia, i després van tornar als respectius treballs paral·lels a Weezer. Ja a l'estiu del 1996, el grup es va tornar a reunir a Los Angeles per finalitzar el procés de gravació de l'àlbum.

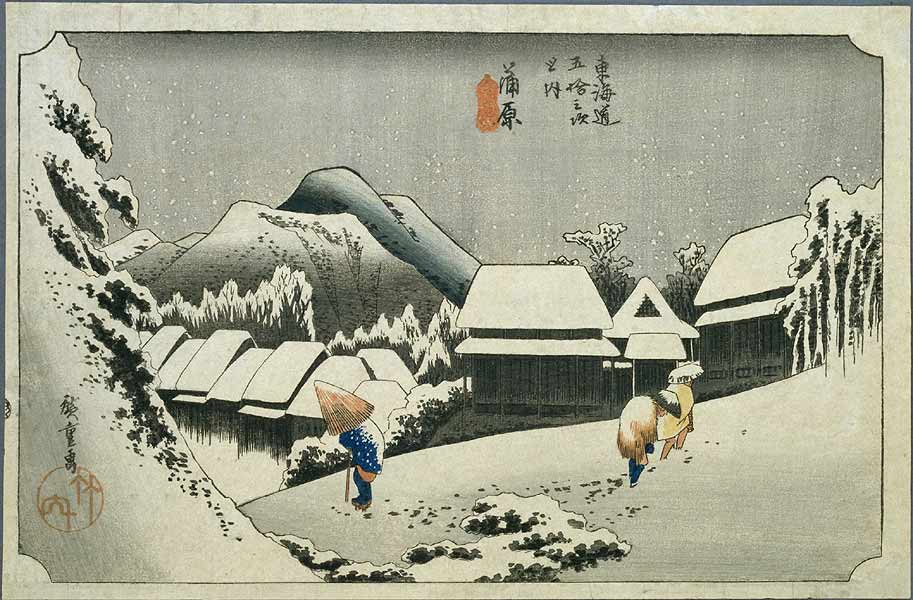
Estampa titulada "Kambara yoru no yuki" (Nevada nocturna a Kambara) de Hiroshige.

El nom de l'àlbum prové del personatge B.F.Pinkerton de l'òpera Madama Butterfly de Giacomo Puccini. Com l'òpera, l'àlbum també inclou referències al Japó, tant a la gent com a la cultura des de la perspectiva d'un foraster. Aquest treball representa una sortida del power pop original de la banda cap a sons més foscos i aspres. La il·lustració de la portada és una estampa anomenada Kambara yoru no yuki ("Nevada nocturna a Kambara"), una impressió de l'artista japonès Utagawa Hiroshige, expert en l'art ukiyo-e. En referència a Puccini, en el CD hi ha escrita una part de la lletra de l'òpera en italià. En la part interior de la caixa hi ha un mapa amb el títol "Isol Della Farfalla e Peninsola Di Cane". En el mapa hi apareix un vaixell anomenat "U.S.S. Pinkerton", l'illa "Mykel and Carli" en al·lusió als fundadors del club de fans de Weezer, i les illes "Don Giovanni" i "Cio Cio San" en referència a "Madama Butterfly".
Just el dia abans de sortir a la venda, la banda i la discogràfica van rebre una ordre de restricció temporal per part d'una agència de detectius anomenada "Pinkerton's Inc." per utilitzar el seu nom, i Weezer es va veure obligat a cancel·lar momentàniament el llançament de l'àlbum. Gràcies al suport de la
discogràfica i als motius que va donar Cuomo en el judici, la banda va poder utilitzar el nom i llançar definitivament l'àlbum. Per a la seva promoció, Weezer va fer una gira per Austràlia, Nova Zelanda, Japó i pels Estats Units que va tenir força èxit malgrat les males vendes de discos. Pinkerton va arribar a la posició dinovena a la llista estatunidenca d'àlbums però en cap moment es va acostar a les vendes del seu predecessor. La crítica va rebre l'àlbum amb opinions bastant contràries, la majoria negatives i algunes força dures, però amb el pas del temps ha aconseguit una reputació important i alguns crítics afirmen que es tracta del seu millor treball. Malgrat el fracàs comercial, Pinkerton fou certificat amb un disc d'or l'any 2001 i al final del 2007 havia aconseguit unes vendes superiors a 800.000 unitats. Aquest va ser l'últim treball del baixista Matt Sharp amb Weezer. Per la crítica, aquest treball representa un dels orígens del gènere emo.

## Llista de cançons
Totes les cançons foren escrites i compostes per Rivers Cuomo. 
| Núm.          | Títol             | Durada |
| ------------- | ----------------- | ------ |
| 1.            | «Tired of Sex»    | 3:01   |
| 2.            | «Getchoo»         | 2:52   |
| 3.            | «No Other One»    | 3:01   |
| 4.            | «Why Bother?»     | 2:08   |
| 5.            | «Across the Sea»  | 4:32   |
| 6.            | «The Good Life»   | 4:17   |
| 7.            | «El Scorcho»      | 4:03   |
| 8.            | «Pink Triangle»   | 3:58   |
| 9.            | «Falling for You» | 3:47   |
| 10.           | «Butterfly»       | 2:53   |
| Durada total: | Durada total:     | 34:36  |

### Edició Deluxe
Disc 1. Bonus tracks
| Núm. | Títol                                            | Durada |
| ---- | ------------------------------------------------ | ------ |
| 11.  | «You Gave Your Love to Me Softly»                | 1:57   |
| 12.  | «Devotion»                                       | 3:11   |
| 13.  | «The Good Life» (radio remix)                    | 4:08   |
| 14.  | «Waiting on You»                                 | 4:13   |
| 15.  | «I Just Threw out the Love of My Dreams»         | 2:39   |
| 16.  | «The Good Life» (directe acústic)                | 4:40   |
| 17.  | «Pink Triangle» (radio remix)                    | 4:02   |
| 18.  | «I Swear It's True»                              | 3:19   |
| 19.  | «Pink Triangle» (directe acústic)                | 4:18   |
| 20.  | «Interview – 107.7 The End – Blue vs. Pinkerton» | 1:32   |

Disc 2
| Núm. | Títol                                              | Durada |
| ---- | -------------------------------------------------- | ------ |
| 1.   | «You Won't Get With Me Tonight»                    | 3:29   |
| 2.   | «The Good Life» (directe al Y100 Sonic Session)    | 4:37   |
| 3.   | «El Scorcho» (directe al Y100 Sonic Session)       | 4:07   |
| 4.   | «Pink Triangle» (directe al Y100 Sonic Session)    | 4:10   |
| 5.   | «Why Bother?» (directe al Y100 Sonic Session)      | 2:18   |
| 6.   | «El Scorcho» (directe al Y100 Sonic Session)       | 4:09   |
| 7.   | «Pink Triangle» (directe al Reading Festival 1996) | 4:52   |
| 8.   | «The Good Life» (directe al X96)                   | 4:13   |
| 9.   | «El Scorcho» (directe acústic)                     | 4:26   |
| 10.  | «Across the Sea Piano Noodles»                     | 0:38   |
| 11.  | «Butterfly»                                        | 2:48   |
| 12.  | «Long Time Sunshine»                               | 4:17   |
| 13.  | «Getting Up and Leaving»                           | 3:28   |
| 14.  | «Tired of Sex»                                     | 2:58   |
| 15.  | «Getchoo»                                          | 2:57   |
| 16.  | «Tragic Girl»                                      | 5:26   |

## Posicions en llista
| Llista        | Posició |
| ------------- | ------- |
| Suècia        | 4       |
| Nova Zelanda  | 11      |
| Noruega       | 18      |
| Billboard 200 | 19      |
| Finlàndia     | 35      |
| Austràlia     | 38      |
| Àustria       | 41      |
| Països Baixos | 94      |

## Personal
- Rivers Cuomo – cantant, guitarra principal
- Patrick Wilson – bateria
- Brian Bell – guitarra rítmica
- Matt Sharp – baix
- Joe Barresi, Billy Bowers, Jim Champagne, David Dominguez, Greg Fidelman, Dave Fridmann, Rob Jacobs, Adam Kasper, Dan McLaughlin, Clif Norrell i Jim Rondinelli – enginyeria
- Hiroshige – art
- Janet Wolsborn – assistent d'art
- Spike Jonze – fotografia
- Jack Joseph Puig– enginyeria i mescles
- George Marino – masterització